# 2076 Levin
2076 Levin (1974 WA) là một tiểu hành tinh vành đai chính được phát hiện ngày 16 tháng 11 năm 1974 bởi Harvard College ở trạm Agassiz.